# Hei Maru
El Hei Maru (日枝丸) Fue es un transatlántico japonés de la clase Hikawa Maru construido para la NYK Line en los astilleros Mitsubishi de Yokohama, botado en 1930 y convertido en 1941 buque de apoyo auxiliar durante la Segunda Guerra Mundial.

## Historial operativo

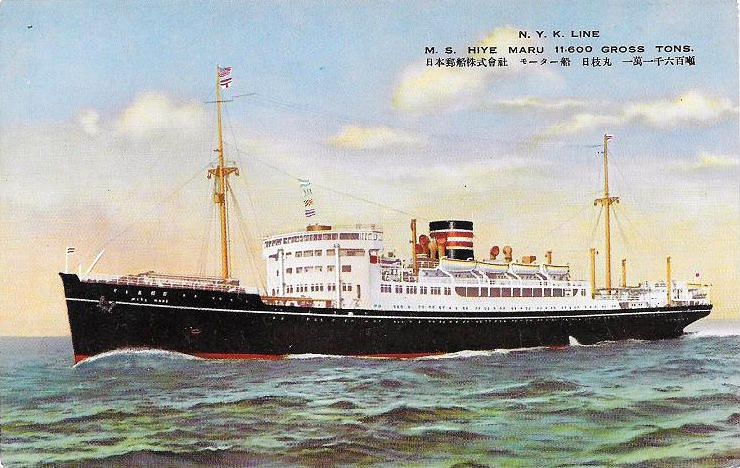
Postal de 1930 del Hiye Maru

Junto al Hikawa Maru y el Heian Maru, botado en febrero de 1930, era el segundo miembro de la clase Hikawa Maru en ser construido para la NYK Lines para la ruta transatlántica Seattle-Kobe.
Inicialmente fue bautizado como Hiye Maru. Su viaje inaugural fue el 23 de agosto de 1930.
Sirvió como un moderno transporte mixto de pasajeros y carga (principalmente chatarra de acero hacía Japón) entre Seattle, Puget Sound y Kobe.
En 1934, transportó al entonces vicealmirante Isoroku Yamamoto en comisión de servicio desde Kobe a Seattle para luego viajar de costa oeste a costa este de Estados Unidos, embarcarse en New York y participar como representante en el Segundo Tratado Naval de Londres.
El 20 de enero de 1938, el empeoramiento de la situación política debido a la segunda guerra sino-japonesa hizo que fuera objeto de un atentado dinamitero frustrado en Seattle por parte de unos canadienses anti-nipones que habían colocado una bomba dinamitera en el codaste del timón, posterior a ello se le cambió su nombre a Hei Maru.
En 1940, Estados Unidos decretó la prohibición de envíos de acero y combustible a Japón y los viajes del Hei Maru se fueron espaciando transportando hacía América desplazados judíos que habían logrado llegar a territorio nipón desde la Unión Soviética.
En julio de 1941 el Hei Maru realizó su último viaje a Seattle.
El 26 de noviembre de 1941 fue requisado por la Armada Imperial japonesa y transferido como el resto de sus buques hermanos a la 6a. Flota (Dai-roku Kantai)y usado como buque de abastecimiento y transporte entre la Micronesia y puertos japoneses. Entre marzo y abril de 1942 fue reconvertido en los astilleros de Yokosuka en un buque de transporte militar y nodriza de submarinos, instalándosele 4 cañones de 15 cm y dos ametralladoras duales de 13 mm tipo 13.
Entre mayo de 1942 y octubre de 1943 sirvió como buque de transporte militar en diferentes escenarios del Frente de Pacífico y las costas del Mar de China realizando transporte de soldados y pertrechos. Formó con el transatlántico reconvertido Awata Maru, una división de abastecedores hacia la base de Rabaul. El 22 de octubre, navegando frente a Taiwán se salvó de ser torpedeado por el USS Grayback (SS-208) el cual hunde al Awata Maru perdiéndose 1.087 hombres. El Hei Maru recibió la orden de escapar mientras la escolta realiza operaciones antisubmarinas.

### Hundimiento
El 11 de noviembre de 1943, en las afueras de Truk , el Hei Maru fue víctima de un ataque torpedero sin éxito por parte del USS Drum (SS-228) ; sin embargo, resultó bombardeado por un B-24 Liberator que le causó 31 bajas lo que lo obligó a volver a Rabaul.
El USS Tambor le hizo seguimiento y quedó al acecho en las afueras de las aguas de Truk y el 16 de noviembre lo volvió a señalar y realizó un ataque torpedero en abanico impactándolo con un solo torpedo cuando salía rumbo a Truk con 3.000 soldados causando su hundimiento al noroeste de la isla de  New Ireland en el archipiélago de Bismarck, en las coordenadas geográficas 01°45′0″N 148°45′0″E / 1.75000, 148.75000 sin registrar bajas.